# American Film Festival
American Film Festival – festiwal filmowy, którego pierwsza edycja odbyła się w dniach 20-24 października 2010 we Wrocławiu. Organizatorem festiwalu jest Stowarzyszenie Nowe Horyzonty. Festiwal jest współfinansowany przez Gminę Wrocław i Ambasadę Stanów Zjednoczonych.
AFF przedstawia wszystkie oblicza amerykańskiego kina: zarówno dzieła uznanych mistrzów, jak i twórców niezależnych, dokumenty, fabuły i filmy eksperymentalne, podzielone na kilkanaście sekcji. Festiwal pokazuje amerykańską klasykę oraz filmy młodych, nieznanych jeszcze reżyserów zza oceanu. Polski Instytut Sztuki Filmowej nominował wrocławski festiwal w 2015 roku do swoich nagród w kategorii Krajowe wydarzenie filmowe, zaś amerykański magazyn filmowy MovieMaker umieścił AFF na liście „25 Coolest Film Festivals”.
Festiwal ma dwie premierowe sekcje konkursowe: Spectrum, prezentującą filmy fabularne oraz dokumentalną – American Docs. Zwycięskie filmy wybiera publiczność, a nagrody to, odpowiednio – 10 i 5 tysięcy dolarów, ufundowane przez bank BNY Mellon. W ramach AFF wręczana jest też honorowa nagroda dla wybitnego twórcy kina niezależnego – Indie Star Award. Jej laureatami byli: Todd Solondz, Jerry Schatzberg, Christine Vachon, Whit Stillman, Hal Hartley oraz David Gordon Green.
Od drugiej edycji festiwalu w 2011 pokazom filmowym towarzyszą także branżowe spotkania koprodukcyjne US in Progress (wcześniej Gotham In Progress). Wydarzenie ma na celu ułatwienie kontaktów i rozwinięcie relacji zawodowych polskiej i europejskiej branży filmowej z młodymi, niezależnymi twórcami ze Stanów Zjednoczonych. W ramach programu (na zamkniętych pokazach w obecności twórców i producentów) pokazywane są projekty niezależnych amerykańskich filmów fabularnych i pełnometrażowych w ostatnich stadiach montażu. Jury złożone z partnerów projektu wybiera filmy, które otrzymują nagrody o łącznej wartości 40 tysięcy euro w postaci usług postprodukcyjnych dźwięku i obrazu oferowanych przez polskie studia i firmy.

## Program festiwalu w 2010
- Highlights – premiery najnowszych filmów amerykańskich
- Spectrum – współczesne kino amerykańskie
- American Docs – filmy dokumentalne
- On the edge – filmy eksperymentalne
- Retrospektywa: John Cassavetes
- Dekada niezależnych
- Klasyka klasyki

Podczas pierwszej edycji festiwalu nagrodę publiczności w kategorii „Spectrum” otrzymał film Do szpiku kości (Winter's Bone) w reż. Debry Granik. Nagrodę w kategorii „American Docs” otrzymał film Dwóch Escobarów (The Two Escobars) w reż. Jeffa i Michaela Zimbalista.

## Program festiwalu w 2011
Druga edycja festiwalu odbyła się w dniach 15-20 listopada. Podczas festiwalu zostało pokazanych 76 filmów na 224 seansach. Filmem otwarcia był Czarny koń (Dark Horse) Todda Solondza, a filmem zamknięcia Damsels in Distress Whita Stillmana.
- Highlights – premiery najnowszych filmów amerykańskich
- Spectrum – współczesne kino amerykańskie
- American Docs – filmy dokumentalne
- On the edge – filmy eksperymentalne
- Cały ten jazz
- Retrospektywa: Todd Solondz
- Retrospektywa: Joe Swanberg
- Retrospektywa: Terrence Malick
- Retrospektywa: Billy Wilder

Nagrodę publiczności w kategorii „Spectrum” otrzymał film Gdziekolwiek dzisiaj (Somewhere Tonight) w reż. Michaela Di Jiacomo. Nagrodę w kategorii „American Docs” otrzymał film Sing Your Song w reż. Susanne Rostock.

## Program festiwalu w 2012
Trzecia edycja festiwalu odbyła się w dniach 13-18 listopada. Podczas festiwalu zostało pokazanych 54 filmy na 105 seansach. Filmem otwarcia byli Kochankowie z księżyca (Moonrise Kingdom) w reż. Wesa Andersona, a filmem zamknięcia Operacja Argo w reż. Bena Afflecka.
- Highlights – premiery najnowszych filmów amerykańskich
- Spectrum – współczesne kino amerykańskie
- American Docs – filmy dokumentalne
- On the edge – filmy eksperymentalne
- Retrospektywa: Wes Anderson
- Retrospektywa: Jerry Schatzberg
- Retrospektywa: Nicholas Ray
- Stulecie Studia Universal

Nagrodę publiczności w kategorii „Spectrum” otrzymał film Na własne ryzyko (Safety Not Guaranteed) w reż. Colina Trevorrowa. Nagrodę w kategorii „American Docs” otrzymał film Jak przetrwać plagę (How to Survive a Plague) w reż. Davida France'a.

## Program festiwalu w 2013
Czwarta edycja festiwalu odbyła się w dniach 22-27 października. Podczas festiwalu zostało pokazanych 80 filmów na 141 seansach.Filmem otwarcia był Tylko kochankowie przeżyją (Only Lovers Left Alive) w reż. Jima Jarmusha, a filmem zamknięcia Wielki Liberace w reż. Stevena Soderbergha.
- Highlights – premiery najnowszych filmów amerykańskich
- Spectrum – współczesne kino amerykańskie
- American Docs – filmy dokumentalne
- On the edge – filmy eksperymentalne
- Festival Favorites – odkrycia festiwali filmowych
- Retrospektywa: Shirley Clarke
- Retrospektywa: Christine Vachon
- Retrospektywa: Richard Linklater
- Arcydzieła amerykańskiego kina. 90 lat Warner Bros.

Nagrodę publiczności w kategorii „Spectrum” otrzymał film Przechowalnia numer 12 (Short Term 12) w reż. Destina Crettona. Nagrodę w kategorii „American Docs” otrzymał film Big Easy Express w reż. Emmetta Malloya.

## Program festiwalu w 2014
Piąta edycja festiwalu odbyła się w dniach 21-26 października. Podczas festiwalu zostało pokazanych 70 filmów na 137 seansach.Filmem otwarcia był Whiplash w reż. Damiena Chazelle, a filmem zamknięcia Foxcatcher w reż. Bennetta Millera.
- Highlights – premiery najnowszych filmów amerykańskich
- Spectrum – współczesne kino amerykańskie
- American Docs – filmy dokumentalne
- On the edge – filmy eksperymentalne
- Festival Favorites – odkrycia festiwali filmowych
- Retrospektywa: Orson Welles
- Retrospektywa: Whit Stillman
- Seriale
- Don Kichot według Wellesa z muzyką na żywo zespołu L'arsenale

Nagrodę publiczności w kategorii „Spectrum” otrzymał film Obvious child w reż. Gillian Robespierre. Nagrodę w kategorii „American Docs” otrzymał film Po prostu życie (Life itself) w reż. Steve’a Jamesa.

## Program festiwalu w 2015
Szósta edycja festiwalu odbyła się w dniach 20-25 października. Podczas festiwalu pokazanych zostało 88 filmów na 176 seansach. Filmem otwarcia był melodramat Todda Haynesa Carol. Filmem zamknięcia był Steve Jobs Danny’ego Boyle’a.
- Highlights – premiery najnowszych filmów amerykańskich
- Spectrum – współczesne kino amerykańskie
- American Docs – filmy dokumentalne
- On the edge – filmy eksperymentalne
- Festival Favorites – odkrycia festiwali filmowych
- Retrospektywa: Clint Eastwood
- Retrospektywa: Czarnoskóre reżyserki
- Indie Star Award: Hal Hartley
- Indie Star Award: David Gordon Green
- Ale kino+ prezentuje

Nagrodę publiczności w kategorii „Spectrum” otrzymał film Dope  w reż. Ricka Famuyiwy. Nagrodę w kategorii „American Docs” otrzymał film TransFattyLives  w reż. Patricka O’Briena.